# Brian Joubert
Brian Joubert (20. září 1984, Poitiers) je francouzský krasobruslař. Jeho sportovní přezdívka je Baboo. Nyní závodí za klub GSG Poitiers.
Brian stál poprvé na ledě ve věku čtyř let na kluzišti v Poitiers, následoval tak svoje starší sestry. Začínal s ledním hokejem a rád se stýkal s lidmi, bruslil společně se sestrou. V 6–7 letech jej objevila Véronique Guyon-Desgardinsová, která ho našla jako ne nejlepšího bruslaře mezi dětmi, ale prý s velkým úsilím. Véronique jej od té doby trénuje.
22. ledna 2009 vyhrál Brian Joubert svůj třetí evropský šampionát. Předvedl perfektní výkon v krátkém programu, který mu zajistil vynikající náskok, a zajel průměrnou volnou jízdu, která mu nakonec vynesla vítězství.